# Frauenberg
Pour les articles homonymes, voir Frauenberg (homonymie).
Frauenberg [fʁauənbɛʁɡ] est une commune française située dans le département de la Moselle et le bassin de vie de la Moselle-est, en région Grand Est.

## Géographie

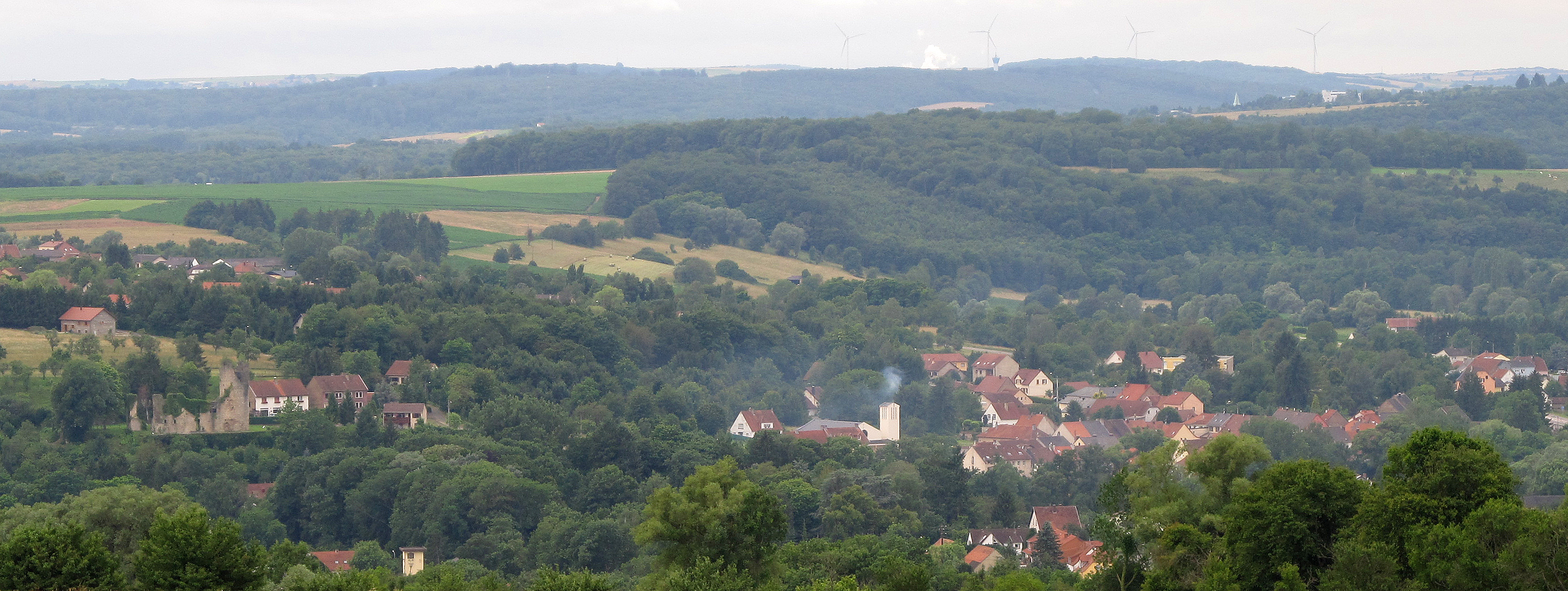

- Village-frontière, sur la Blies.

| Blies-Guersviller | Mandelbachtal (Allemagne) |                |
|                   | Frauenberg                |                |
|                   | Sarreguemines             | Blies-Ébersing |

### Hydrographie
La commune est située dans le bassin versant du Rhin au sein du bassin Rhin-Meuse. Elle est drainée par la Blies.
La Blies, d'une longueur totale de 19,7 km, prend sa source en Allemagne, pénètre dans la commune de Bliesbruck, puis constitue une limite séparative naturelle avec l'Allemagne jusqu'à sa confluence avec la Sarre au droit de Sarreguemines.

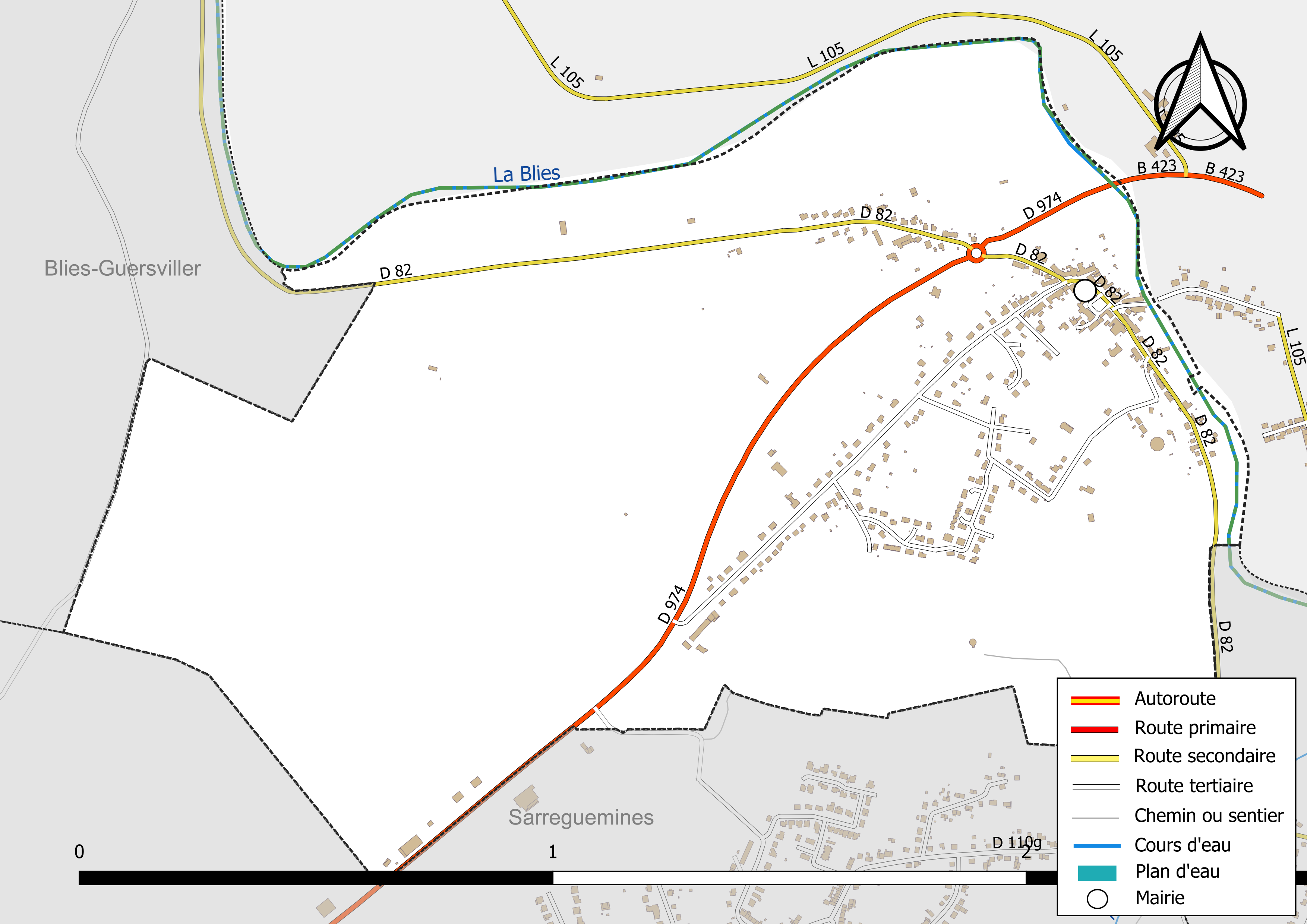
Réseaux hydrographique et routier de Frauenberg.

La qualité de la Blies peut être consultée sur un site spécial géré par les agences de l’eau et l’Agence française pour la biodiversité.

### Climat
Pour des articles plus généraux, voir Climat du Grand Est et Climat de la Moselle.
En 2010, le climat de la commune est de type climat des marges montargnardes, selon une étude du Centre national de la recherche scientifique s'appuyant sur une série de données couvrant la période 1971-2000. En 2020, Météo-France publie une typologie des climats de la France métropolitaine dans laquelle la commune est exposée à un climat semi-continental et est dans la région climatique  Vosges, caractérisée par une pluviométrie très élevée (1 500 à 2 000 mm/an) en toutes saisons et un hiver rude (moins de 1 °C). 
Pour la période 1971-2000, la température annuelle moyenne est de 10 °C, avec une amplitude thermique annuelle de 17,2 °C. Le cumul annuel moyen de précipitations est de 884 mm, avec 12,1 jours de précipitations en janvier et 9,3 jours en juillet. Pour la période 1991-2020, la température moyenne annuelle observée sur la station météorologique de Météo-France la plus proche, « Volmunster », sur la commune de Volmunster à 17 km à vol d'oiseau, est de 10,2 °C et le cumul annuel moyen de précipitations est de 760,1 mm. 
La température maximale relevée sur cette station est de 37,6 °C, atteinte le 25 juillet 2019 ; la température minimale est de −18,6 °C, atteinte le 24 décembre 2001,,. 
Les paramètres climatiques de la commune ont été estimés pour le milieu du siècle (2041-2070) selon différents scénarios d'émission de gaz à effet de serre à partir des nouvelles projections climatiques de référence DRIAS-2020. Ils sont consultables sur un site spécial publié par Météo-France en novembre 2022.

## Urbanisme

### Typologie
Au 1er janvier 2024, Frauenberg est catégorisée ceinture urbaine, selon la nouvelle grille communale de densité à sept niveaux définie par l'Insee en 2022.
Elle appartient à l'unité urbaine de Sarreguemines (partie française), une agglomération internationale regroupant sept  communes, dont elle est une commune de la banlieue,,. Par ailleurs la commune fait partie de l'aire d'attraction de Sarrebruck (partie française), dont elle est une commune de la couronne,. Cette aire, qui regroupe 12 communes, est catégorisée dans les aires de 700 000 habitants ou plus (hors Paris),.

### Occupation des sols
L'occupation des sols de la commune, telle qu'elle ressort de la base de données européenne d’occupation biophysique des sols Corine Land Cover (CLC), est marquée par l'importance des territoires agricoles (72,9 % en 2018), en diminution par rapport à 1990 (73,8 %). La répartition détaillée en 2018 est la suivante : 
zones agricoles hétérogènes (40,3 %), zones urbanisées (17,9 %), terres arables (13,8 %), cultures permanentes (12,9 %), zones industrielles ou commerciales et réseaux de communication (8,7 %), prairies (5,9 %), forêts (0,5 %). L'évolution de l’occupation des sols de la commune et de ses infrastructures peut être observée sur les différentes représentations cartographiques du territoire : la carte de Cassini (XVIIIe siècle), la carte d'état-major (1820-1866) et les cartes ou photos aériennes de l'IGN pour la période actuelle (1950 à aujourd'hui).

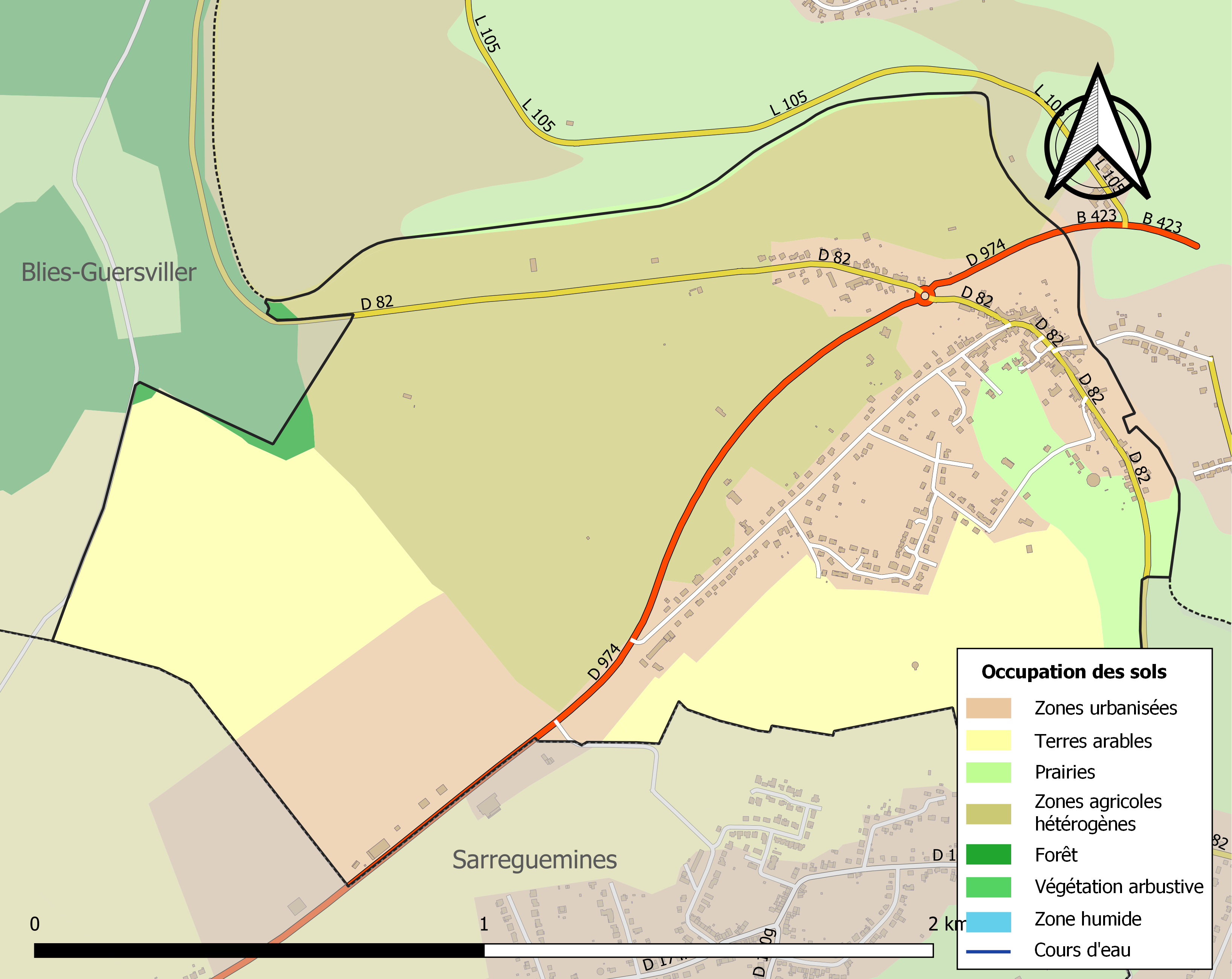
Carte des infrastructures et de l'occupation des sols de la commune en 2018 (CLC).

## Toponymie
- De l'allemand frauenberg « mont des femmes » ou de frauenbourg « château des dames ».
- 1371: Frawenburg, 1422: Frowenberg, 1429: Frouwenbourch, 1437: Frauenbourg, 1692: Frawbourg, 1702: Frawemberg, 1751: Fravenberg,  1756: Frauwemberg, 1793: Frauenberg, 1801: Fravenberg. Le nom de la commune ne change pas pendant l'annexion allemande de 1871-1918.
- Frambursch en francique lorrain[15].

## Histoire
- Dépendait de l'ancien duché de Lorraine. Était une seigneurie dont le château s'appelait Frauenberg et le village Linterdingen.
- Le château de Frauenberg (mentionné en 1370) appartint aux seigneurs de Sierck du XIVe siècle à 1471, puis aux seigneurs de Linange jusqu'au XVIe siècle ; il fut pris par les Suédois en 1633 et démantelé sur ordre de Richelieu.
- La seigneurie fut donnée par la France aux seigneurs de Leyen (1681) ; achetée par Charles Gravier de Vergennes, le ministre de Louis XVI et baron de Welferding, vendue en 1796.

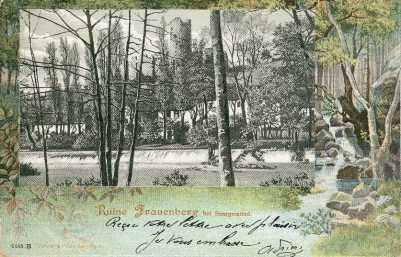

## Politique et administration
| Période                                  | Période   | Identité         | Étiquette  | Qualité |
| ---------------------------------------- | --------- | ---------------- | ---------- | ------- |
| mars 1983                                | mars 1995 | Aurélien Wack    |            |         |
| mars 1995                                | mars 2001 | Jean-Paul Klein  |            |         |
| mars 2001                                | mai 2020  | Aloyse Hauck     | DVD        |         |
| mai 2020                                 | mars 2026 | Lucien Dorschner | Sans parti |         |
| Les données manquantes sont à compléter. |           |                  |            |         |

## Démographie
L'évolution du nombre d'habitants est connue à travers les recensements de la population effectués dans la commune depuis 1793. Pour les communes de moins de 10 000 habitants, une enquête de recensement portant sur toute la population est réalisée tous les cinq ans, les populations de référence des années intermédiaires étant quant à elles estimées par interpolation ou extrapolation. Pour la commune, le premier recensement exhaustif entrant dans le cadre du nouveau dispositif a été réalisé en 2007.

En 2022, la commune comptait 602 habitants, en évolution de +4,7 % par rapport à 2016 (Moselle : +0,52 %, France hors Mayotte : +2,11 %).
| 1793 | 1800 | 1806 | 1821 | 1836 | 1841 | 1861 | 1866 | 1871 |
| ---- | ---- | ---- | ---- | ---- | ---- | ---- | ---- | ---- |
| 455  | 393  | 422  | 734  | 586  | 579  | 517  | 507  | 510  |

| 1875 | 1880 | 1885 | 1890 | 1895 | 1900 | 1905 | 1910 | 1921 |
| ---- | ---- | ---- | ---- | ---- | ---- | ---- | ---- | ---- |
| 498  | 473  | 427  | 446  | 422  | 451  | 447  | 463  | 448  |

| 1926 | 1931 | 1936 | 1946 | 1954 | 1962 | 1968 | 1975 | 1982 |
| ---- | ---- | ---- | ---- | ---- | ---- | ---- | ---- | ---- |
| 425  | 400  | 422  | 362  | 390  | 483  | 515  | 536  | 566  |

| 1990 | 1999 | 2006 | 2007 | 2012 | 2017 | 2022 | - | - |
| ---- | ---- | ---- | ---- | ---- | ---- | ---- | - | - |
| 585  | 567  | 554  | 552  | 553  | 591  | 602  | - | - |

## Culture locale et patrimoine

### Lieux et monuments

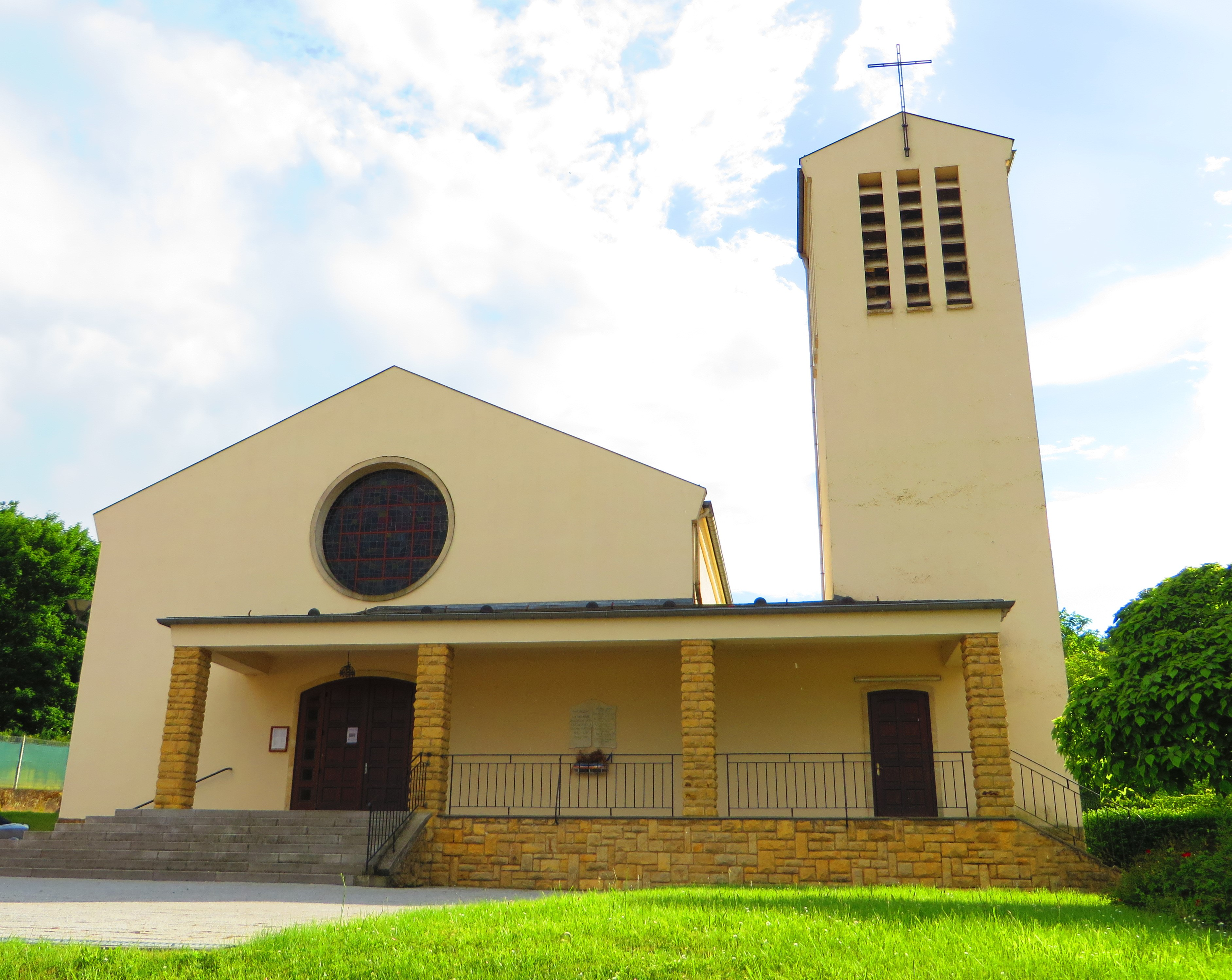
Église Saint-Jacques-le-Majeur

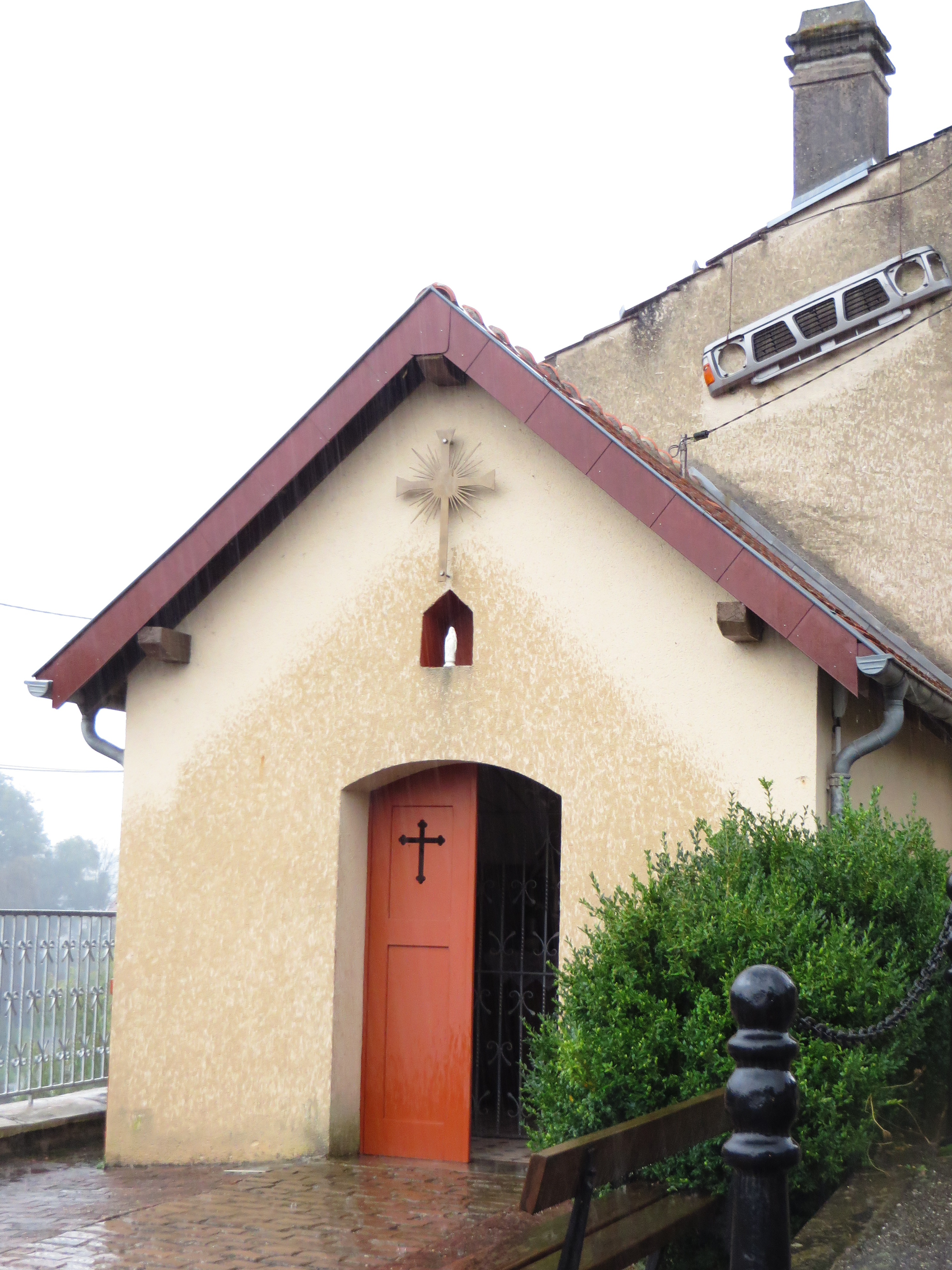
Chapelle de la Vierge

- Vestiges gallo-romains : monnaies, statuettes.
- Ruines du château de Frauenberg XIIIe siècle, remanié XVIIe siècle : murs d'enceinte, donjon cylindrique, fossés.

Les ruines sont classées au titre des monuments historiques par arrêté du 26 avril 1921.

#### Édifices religieux
- Église moderne Saint-Jacques-le-Majeur 1955 : pietà XVe siècle
- Chapelle de la Vierge (dite Haute).
- Synagogue, détruite en 1940 par les nazis[21]. Il reste quelques ruines et le cimetière juif inscrit au titre des monuments historiques par arrêté du 12 mars 2013[22].

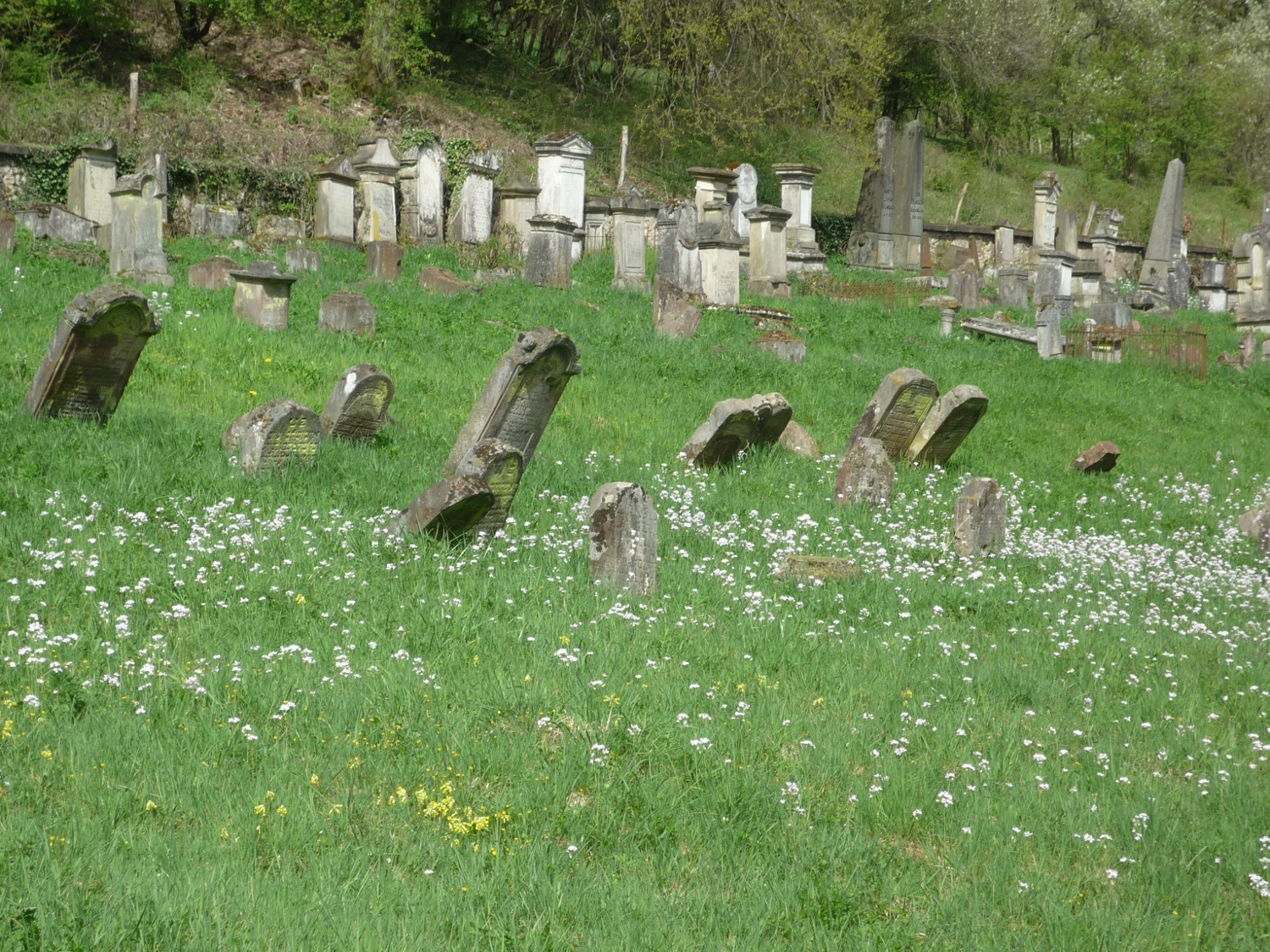
Cimetière juif

### Personnalités liées à la commune
L'histoire de Frauenberg n'est pas celle d'un village anonyme de Lorraine. En effet, plusieurs personnages de l'histoire locale, nationale et internationale sont liés à Frauenberg. En 1786, Nicolas Villeroy y a développé une faïencerie (voir plus bas) qui déménagera plus tard et deviendra la célèbre firme Villeroy & Boch.
En 1828, y est aussi né Simon Lazard, fils d'un émigré juif de Bohème et qui deviendra plus tard et après plusieurs années passées en Amérique le fondateur de la célèbre banque Lazard de prestige Lazard Frères.
Enfin, plus près de nous, Jean-Marie Rausch, haute figure politique de la Moselle et de la Lorraine, notamment ancien maire de Metz et ancien ministre, a aussi passé son enfance à Frauenberg.

### Héraldique
| Blason de Frauenberg | Blason  | Écartelé: au 1er d'or à la bande de gueules chargée de trois coquilles d'argent, au 2e d'argent à la clef contournée de gueules, au 3e d'argent à la rose de gueules, boutonnée d'azur et pointée de sinople, au 4e d'or fretté de gueules. |
| Blason de Frauenberg | Détails | Le statut officiel du blason reste à déterminer. |